# Drets del col·lectiu LGBT a Espanya

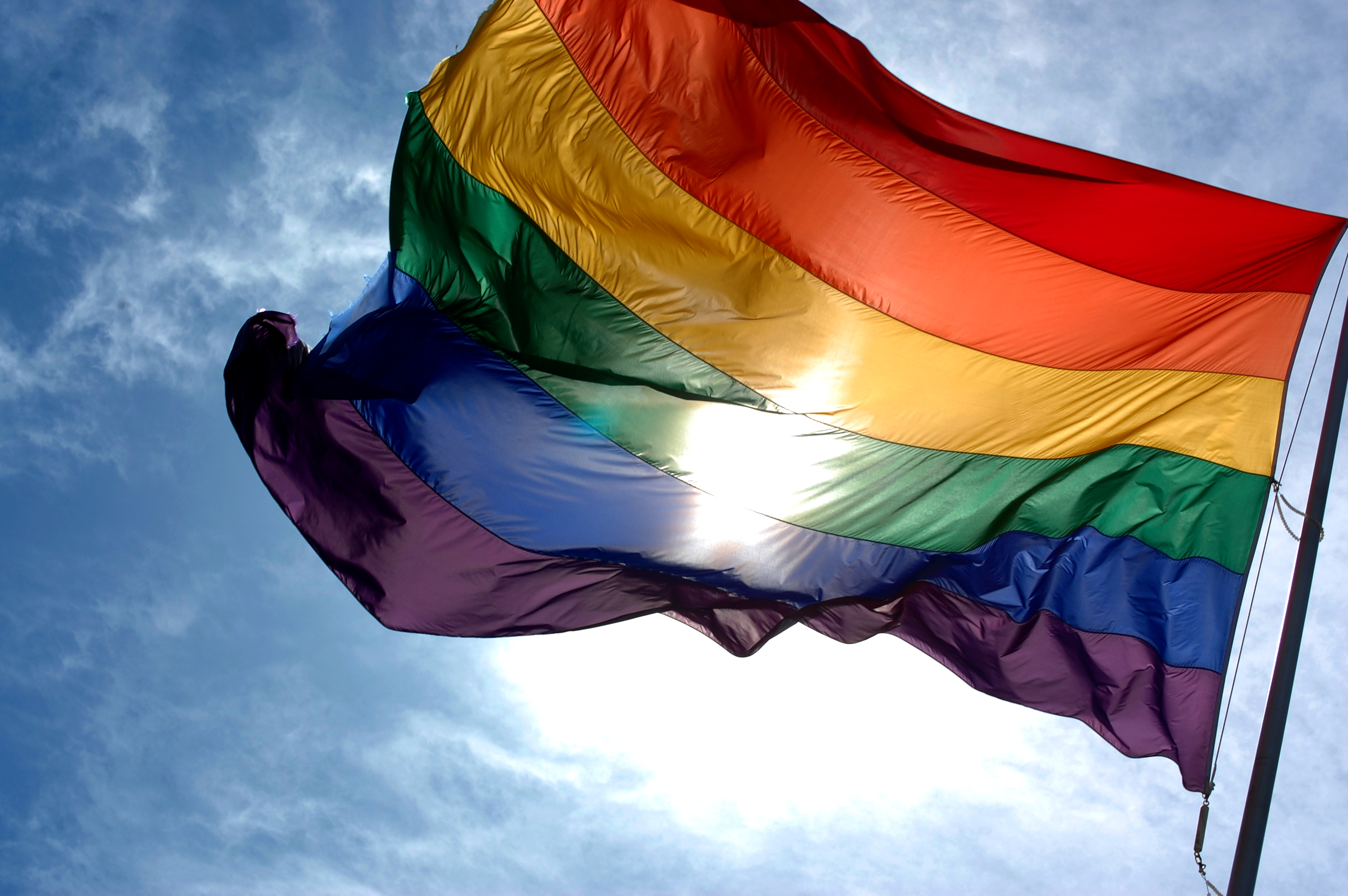
Bandera de la comunitat LGBT.

Els drets del col·lectiu LGBT a Espanya són els drets personals de la comunitat LGBT. A l'estat espanyol van evolucionar des d'una inexistència total sota el franquisme, durant el qual l'homosexualitat era considerada com un crim antisocial, fins a una liberalització i una certa protecció legal contra la discriminació i el dret al matrimoni (1990). La protecció dels drets personals va començar amb la Constitució Espanyola de 1978, que garanteix que tots «els espanyols són iguals davant la llei, sense que pugui prevaler cap discriminació per raó de naixença, raça, sexe, religió, opinió o qualsevol altra condició o circumstància personal o social.»

## Història

### Seglexixi començaments del XX

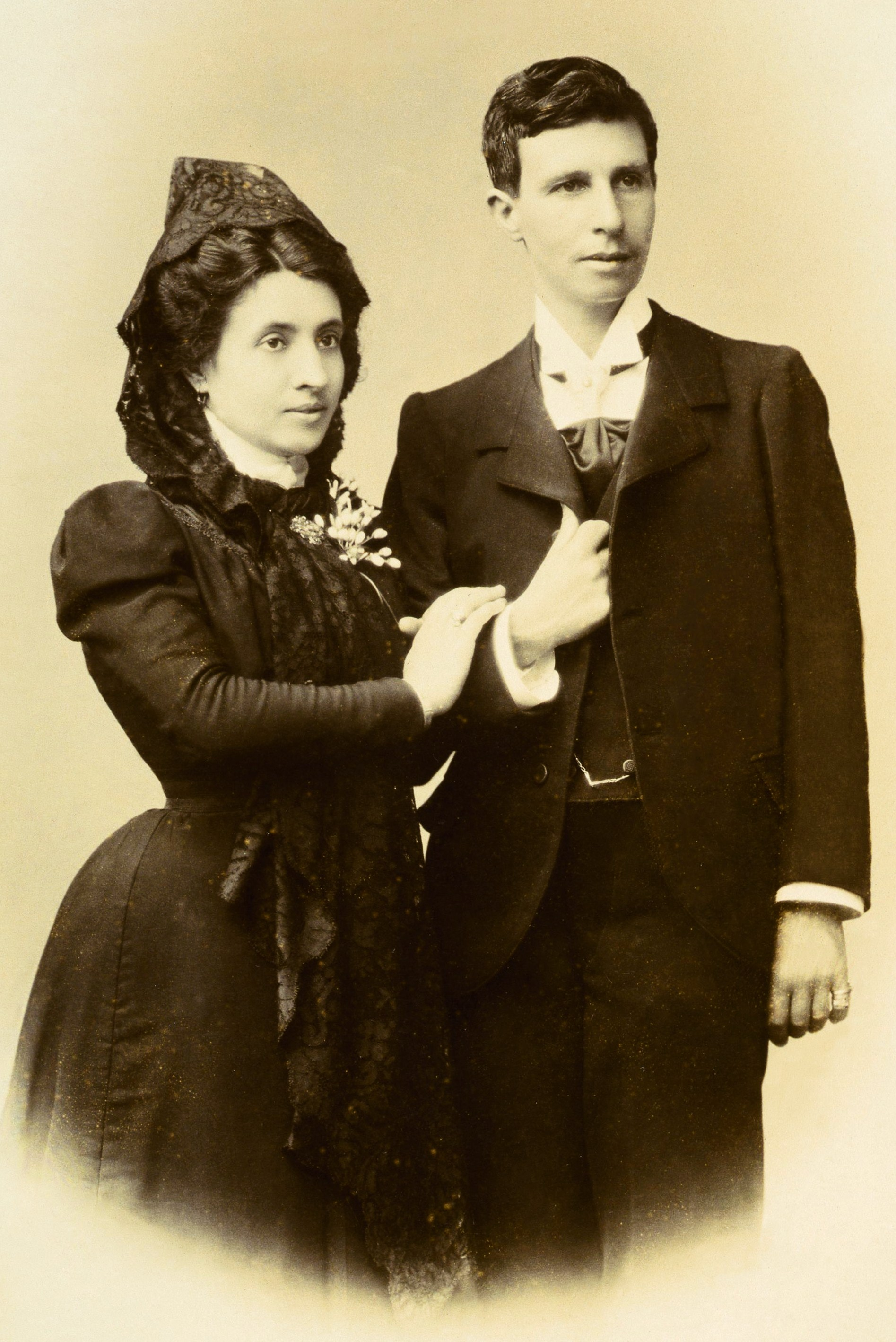
Marcela i Elisa, que es van casar el 8 de juny de 1901.

Als inicis del segle xix les idees liberals i krausistes provinents d'Alemanya i altres països europeus s'estenen i arriben fins a Espanya; a conseqüència d'això, a partir de 1822 les lleis espanyoles ometen la sodomia entre adults com un crim. Aquesta particularitat es va mantenir al llarg de les diverses modificacions del Codi Penal fins a l'actualitat, amb l'excepció del període franquista.
El 1901 va tenir lloc el primer intent de matrimoni d'una parella del mateix sexe a l'Estat del que se'n té constància registral. El 8 de juny Marcela i Elisa, mestres d'escola, van casar-se a La Corunya al fer-se passar una d'elles per home, però van ser descobertes i van haver de fugir del país, atesa la impossibilitat de trobar feina, un sistema judicial que volia jutjar-les, i les burles i homofòbia dels seus contemporanis.
L'homosexualitat, malgrat no estava criminalitzada, sí que va ser perseguida i marginada per la societat espanyola, i en especial pels sectors més conservadors i ultracatòlics de l'Església. L'homofòbia també va ser empleada per l'esquerra per a atacar l'aristocràcia i a l'Església catòlica. Malgrat això, qui més va contribuir a la marginació i el rebuig dels homosexuals van ser els metges. Durant el segle xix la criminologia havia convertit l'homosexual en un monstre, opinió que una major visibilitat i l'abandonament del llast moralitzant suavitza durant el segle xx.
A partir del tombant de segle predomina la visió endocrinològica del fenomen, que divideix els homosexuals en bons (els casts) i dolents. Una visió típica durant els anys 20 deia que «en general l'homosexualitat no s'observa més que en individus tarats des del punt de vista psicopàtic o biològic». El major representant d'aquest tipus de pensament va ser Gregorio Marañón; més objectiu que la majoria, s'oposava a la criminalització, però abogava per l'ocultament i, com tal, pot considerar-se'l l'antecessor de l'homofòbia liberal moderna. Aquest ambient repressiu va dur alguns a escollir l'exili a París.

### Guerra Civil(1936-1939) iFranquisme(1939-1975)
Durant la guerra civil, i malgrat no hi ha cap prova que hi hagués una persecució dels homosexuals pel sol fet de ser-ho, sembla que aquesta podia haver estat un factor a favor del seu empresonament i/o execució. Un exemple seria el del poeta Federico García Lorca, obertament homosexual declarat i partidari del Front Popular, i que va ser executat per "rojo y maricón", segons paraules de Ruiz Alonso, cap de la banda que va detenir Lorca.
La dictadura del general Franco va començar a perseguir l'homosexualitat (els violetes) de forma més clara especialment a partir del 15 de juliol de 1954, quan la Ley de vagos y maleantes va ser modificada i va incloure-hi els homosexuals. Es perseguia les activitats i comportaments gais i se'ls internava en establiments de treball o colònies agrícoles especials, segregant-los de la resta de persones a qui afectava la llei. Aquestes institucions eren com camps de concentració, on se'ls obligava a treballar sota condicions infrahumanes fins a caure esgotats, i rebien pallisses, càstigs corporals i patien fam.
Durant la dècada dels 60 la cultura gai començà a aparèixer, encara que d'amagatons, especialment a grans ciutats i centres turístics, com Barcelona, Eivissa i Sitges, ja que era on hi havia una societat menys conservadora.

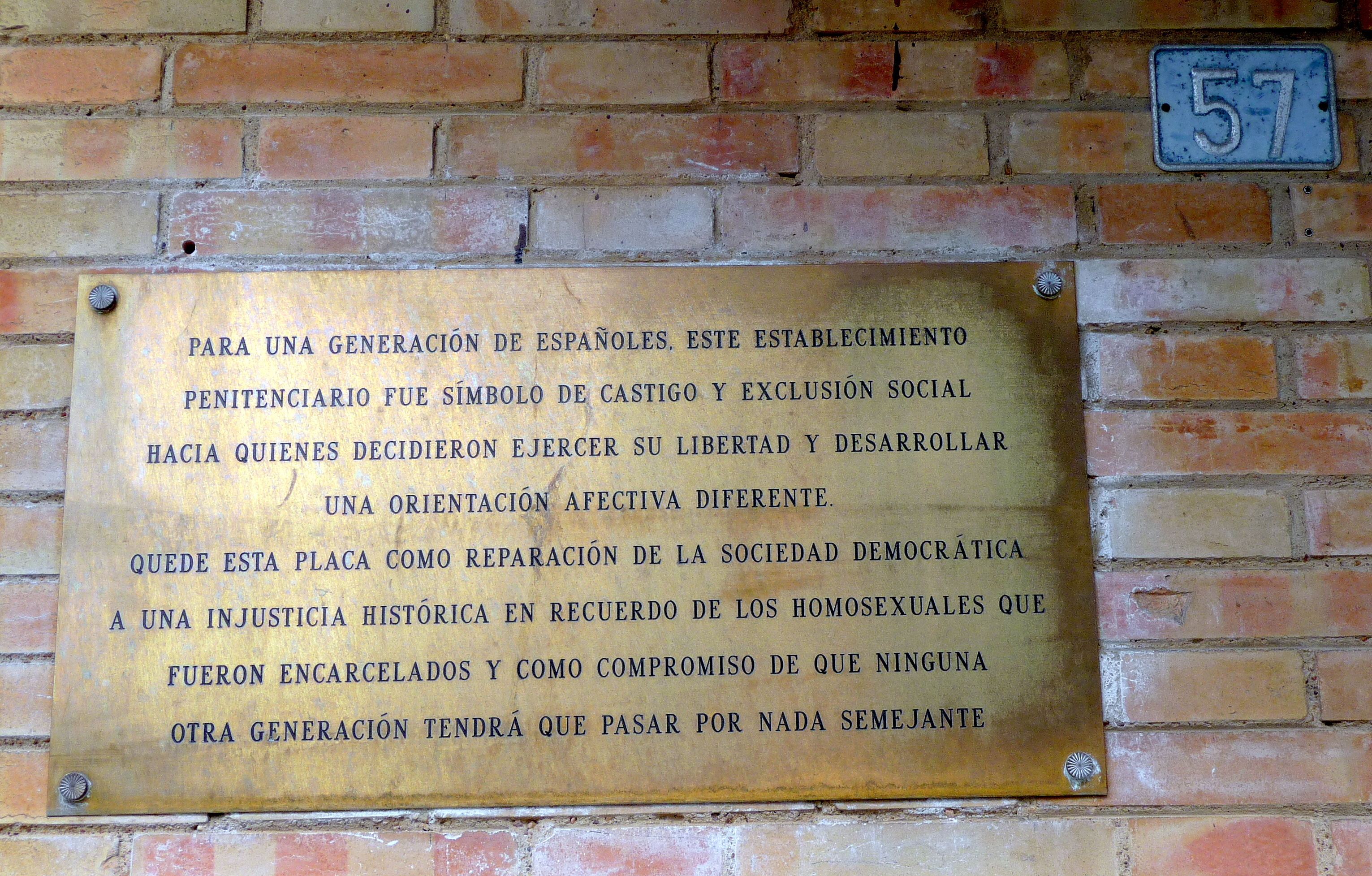
Placa homenatge als homosexuals empresonats durant el franquisme, a l'antiga presó provincial de Huelva.

L'agost de 1970, la Llei sobre perillositat i rehabilitació social va donar l'enfocament de "tractar" i "curar" l'homosexualitat. Es van establir dos penals per a tal fi: el de Badajoz (on s'enviaven els passius) i el de Huelva (pels actius), a més de reservar zones pels detinguts homosexuals en algunes presons. En aquests establiments s'intentava canviar la seva orientació sexual mitjançant la teràpia d'aversió. Ni l'indult del 25 de novembre de 1975 ni l'amnistia del 31 de juliol de 1976 van beneficiar els homosexuals que havien estat detinguts.
El 1970 Francesc Francino i Armand de Fluvià van crear a Barcelona, clandestinament i sota pseudònims, el Movimiento Español de Liberación Homosexual (MELH), la primera associació moderna de defensa dels drets dels homosexuals a Espanya. Dos anys més tard van editar alguns butlletins mensuals sota el nom d'Aghois (Agrupación Homosexual para la Igualdad Sexual), que enviaven a França per a la seva redistribució a l'Estat. El grup es va dissoldre el 1974 atès a l'assetjament policial.
Unes 5.000 persones van ser detingudes durant el règim pel fet de tenir un comportament homosexual.

### Governs de Suárez i de Calvo-Sotelo (1975-1982)
Mort el dictador, el rei Joan Carles I assumí el poder i nomenà Suárez president del govern d'Espanya; aquest antic col·laborador de Franco decidí tallar amb el seu passat i el de l'Estat, modernitzar-lo i democratitzar-lo. Suárez fou reelegit, aquesta vegada a les primeres eleccions democràtiques des de la Segona República Espanyola (és a dir, les primeres eleccions des de 1936).
El 1975, poc després de la mort de Franco, als inicis de la Transició, es va crear el Front d'Alliberament Gai de Catalunya (FAGC), que va sorgir de les cendres del MELH; l'associació, però, no seria legalitzada fins al 15 de juliol de 1980. Va servir de ferment per a la creació d'altres associacions similars: l'Euskal Herriko Gay Askapen Mugimendua (EHGAM), al País Basc, i els Frente Homosexual de Acción Revolucionaria (FHAR), MDH i Mercurio, a Madrid. El 1977 el FAGC va ser el motor de la creació de la Federació de Fronts d'Alliberament Gai dels Països Catalans, de vida molt breu, i de la Coordinadora de Frentes de Liberación Homosexual del Estado Español (COFLHEE), en la que van participar, a part de la mateixa FAGC, els tres grups de Madrid i el EHGAM, juntament amb altres grups que s'havien anat formant a la resta de l'Estat: FAGI, AM, MH Aragó i FLH Galícia. El 28 de juny del mateix any el FAGC va convocar la primera manifestació de l'Orgull LGBT a Barcelona, quan l'homosexualitat encara era il·legal. La manifestació va ser durament reprimida per la policia, amb ferits i detencions. Simultàniament a l'explosió d'associacions reivindicatives i radicals, a Barcelona Armand de Fluvià va crear l'Institut Lambda (que més tard seria el Casal Lambda), el primer centre de serveis per a homosexuals, i l'EHGAM la revista Hotsa, la primera de caràcter homosexual de l'Estat.
El 1978 es va produir la primera sortida de l'armari: Fluvià, que fins al moment havia utilitzat el seu pseudònim Roger de Gaimon, va fer-ho públic durant el programa Vostè pregunta, el de més audiència de l'època. El mateix any van aparèixer els primers homosexuals a la televisió, Armand de Fluvià i Jordi Petit a La Clave.
La primera associació lèsbica va ser el Col·lectiu de Lesbianes a Barcelona el 1977 dins del Front d'Alliberament Gai de Catalunya (FAGC), Maria Giralt va reunir a les deu primeres integrants del Col·lectiu. El Col·lectiu de Lesbianes va participar al multitudinari miting del cine Niza contra la llei de perillositat social el 3 de desembre de 1977. El grup es va dissoldre al 1979 al marxar moltes lesbianes a grups feministes. El 1987 l'arrest de dues dones per fer-se un petó en públic va provocar una massiva protesta amb petó públic el 28 de juliol a la Puerta del Sol de Madrid; des de llavors es repeteix anualment.
Els moviments homosexuals de Madrid, però, no van tenir continuïtat: el 1978 s'extingeixen FHAR i MDH, els militants s'uneixen a l'associació Mercurio per a crear el Frente de Liberación Homosexual de Castilla (FLHC), que convoca una manifestació el 28 de juny, a la qual hi van participar 10.000 persones. Tensiones entre gais i lesbianes duen a la creació el 1981 del Colectivo de Feministas Lesbianas de Madrid (CFLM), d'àmbit estatal, i el Grupo de Acción por la Liberación Homosexual (GALHO), una mica menys radical que el FLHOC. Finalment FLHOC i GALHO es van dissoldre.

En aquest període entrà en vigor la Constitució de 1978, un text que assegurava la democratització i la liberalització de l'Estat (per exemple, el catolicisme va deixar de ser la religió de l'Estat, que esdevingué aconfessional). Malgrat tot, la llei de perillositat social encara es va utilitzar contra tres persones aquell any. Els últims presos per homosexualitat van ser alliberats el 1979. La resistència contra la normalització de l'homosexualitat no arribava només des de la dreta i l'Església, sinó també des de l'esquerra. En una entrevista feta a Tierno Galván a la revista Interviú el 1977, aquest va afirmar:
| « | No, no crec que se'ls hagi de castigar. Però no sóc partidari de concedir llibertat ni de fer propaganda de l'homosexualisme. Crec que s'han de posar límits a aquest tipus de desviacions, quan l'instint està tan clarament definit en el món occidental. La llibertat dels instints és una llibertat respectable..., sempre que no atempti en cap cas als models de convivència majoritàriament acceptats com a models morals positius. | » |

I aquesta opinió coincidia amb la de Federica Montseny (anarquista de la CNT), Eladio García (del Partit del Treball d'Espanya), Manuel Guedán (de l'Organització Revolucionària dels Treballadors), o Diego Fábregas (de l'Organització d'Esquerra Comunista).

### Govern deGonzález(1982-1996)
Quan la fase més decisiva de la Transició havia passat, a Espanya esclatà una revolució social, paral·lelament a una d'econòmica i de política, sent la seva màxima expressió la movida madrileña.
No va ser fins a 1986 que l'homosexualitat va deixar de ser delicte contre l'honor a l'exèrcit. El Codi de Justícia militar espanyol la castigava amb la separació del servei i entre sis mesos i sis anys de presó.
Cap als anys vuitanta, els moviments gai començaren a créixer. El 1983 es crea l'Asamblea Gai de Madrid (AGAMA); aquesta publica la revista Madrid Gai, que més tard passaria a dir-se Mundo Gai fins a la seva desaparició tres anys més tard. El 1985 Madrid va aconseguir una organització estable, el Colectivo Gai de Madrid (COGAM), posteriorment Colectivo de Lesbianas, Gays, Transexuales y Bisexuales de Madrid, com ja tenien Barcelona i Bilbao des de finals dels 70; dos anys més tard publiquen per primera vegada la revista Entiendes...?. A Catalunya, l'activista Jordi Petit funda el 1986 la Coordinadora d'Iniciatives Gais, que es convertiria dos anys més tard en la federació d'associacions Coordinadora Gai-Lesbiana de Catalunya (CGL), i a València es crea el Col·lectiu Lambda. El 1989 es funda a Còrdova el Foro Permanente sobre Homosexualidad 8que el 1992 es convertiria en l'associació COLEGA), i l'Insitut Lambda de Barcelona s'uneix a la Comissió Pro-Casal, passant-se a anomenar Casal Lambda, que publica a partir d'aquell any la revista del mateix nom; també neix la primera associació estable de transsexuals: Transexualia.

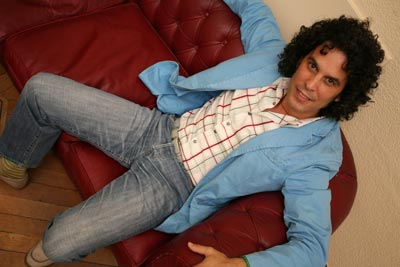
L'activista canari i regidor socialista a l'ajuntament de Madrid Pedro Zerolo

El 1992 el COGAM es retira del COFLHEE per considerar-la massa radical; a conseqüència d'això, els grups més radicals s'escindeixen, creant La Radical Gai i LSD, un grup de lesbianes. A partir de 1993, COLEGA s'expan ràpidament per Andalusia, convertint-se en una federació d'associacions amb el nom de COLEGAS, que més tard s'estendria per altres comunitats autònomes. Un any abans, el Comité Reivindicativo y Cultural de Lesbianas (CRECUL, fundat el 1991), es va unir al COGAM per a crear la Federación Estatal de Gais y Lesbianas (FEGL), posteriorment Federación Estatal de Lesbianas, Gays, Transexuales y Bisexuales (FELGT), sota la direcció d'Armand de Fluvià, a la que s'unirien posteriorment el Casal Lambda, NOS (Granada), 28-J (Jaén) i Gais Cristians de Catalunya. Més tard la federació es va anar ampliant amb altres col·lectius d'importància com Gehitu (País Basc), Alega (Cantàbria), Gamá (Canàries) o el Col·lectiu Lambda (València). La direcció de la federació l'han ostentada figures públiques d'importància com Pedro Zerolo, Íñigo Lamarca, o Beatriz Gimeno. L'any 1995 es funda a Barcelona l'Associació Universitària Sin Vergüenza, la primera associació que treballa per als drets LGTB en l'àmbit juvenil universitari a l'estat, i a Lleida l'Espai Acció Gai-Lesbià de Lleida i Entorn, amb un projecte clar de ser referència LGBT a la zona de Lleida.
A mitjan dècada del 1990 apareixen els primers «barris gais» a l'Estat: Chueca a Madrid i el Gaixample a l'Eixample de Barcelona. Aquests barris tenen el seu origen en petites concentracions de bars d'ambient, ja durant la Transició, i evolucionen seguint els models estatunidencs (com Castro a San Francisco i el Greenwich Village a Nova York) i europeus (com Le Marais de París o Old Compton Street a Londres) cap a autèntics centres de cultura, lleure i negoci per a homosexuals. Altres zones turístiques, com Eivissa, Playa del Inglés-Maspalomas (Gran Canària), Sitges, i especialment Barcelona es consoliden com importants destins de turisme homosexual que acullen gais i lesbianes de tot el món.
El febrer de 1995 es va iniciar el Cas Arny a Sevilla, que Jesús Vázquez, un dels afectats, va definir com l'«últim intent dels reaccionaris d'aixafar el que és inevitable». Arny era el nom d'un bar d'ambient gai a la ciutat andalusa en el que presumptament es realitzava prostitució de menors. L'escàndol va ser enorme, es van jutjar 48 homes, entre els quals hi havia també l'actor i cantant Javier Gurruchaga, l'humorista Jorge Cadaval (Los Morancos), l'ex jutge de menors Manuel Rico Lara, Antonio Tejado, germà de María del Monte, i el marquès de Sotohermoso, Ramón de Carranza y Villalonga. La majoria van ser acusats basant-se en les declaracions d'un jove de 15 anys, qui afirmava a la sentència de l'Audiència Provincial de Sevilla que «si els mitjans de comunicació li haguessin donat una certa quantitat de diners que exigia, hagués dit que va mantenir relacions sexuals fins i tot amb la més alta personalitat del nostre país», i qui el 2005 seria jutjat per assassinat d'una pallissa d'un dels clients de l'Arny per no haver pagat el que s'havia estipulat. Finalment el jutge va absoldre la majoria dels processats per falta de proves; de fet, alguns dels acusats no havien estat mai en aquell bar. Els danys morals i econòmics que van patir van ser enormes: «El got trencat, trencat està» va comentar Jorge Cadaval.

### Govern d'Aznar(1996-2004)
A les eleccions del 96, els socialdemòcrates van perdre, i el poder recaigué, per primera vegada des de 1934, en una dreta democràtica.
Durant els vuit anys de govern d'Aznar, el Partit Popular va rebutjar les diferents proposicions de llei realitzades per l'oposició per a legalitzar el matrimoni entre persones del mateix sexe.

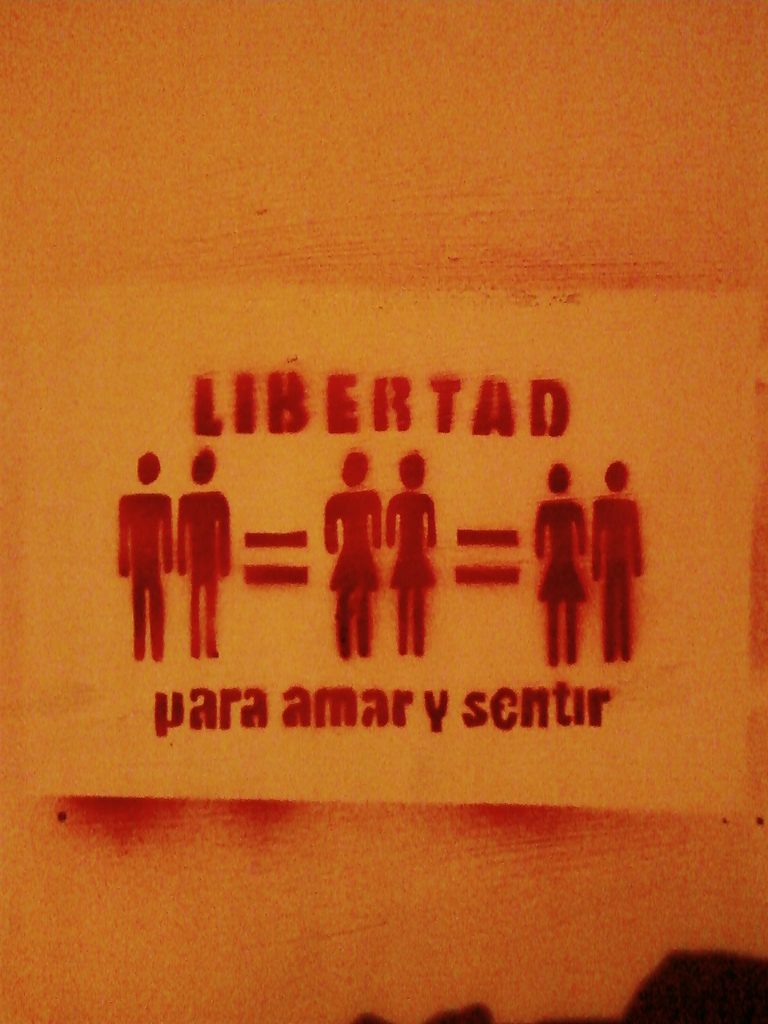
Graffiti reivindicatiu a Màlaga.

El primer polític que va donar a conèixer públicament la seva homosexualitat va ser Miquel Iceta, diputat del PSC, durant les eleccions catalanes de 1999, seguit el 2000 per l'ex ministre socialista d'Educació Jerónimo Saavedra, que surt de l'armari al pròleg del llibre Outing en España, de Fernando Bruquetas. Més tard ho faria José María Mendiluce, candidat de Los Verdes a l'Ajuntament de Madrid el gener de 2003, durant la campanya electoral.
No es va efectuar cap regularització a nivell estatal de la situació de convivència de les parelles homosexuals, encara que alguens comunitats autònomes van arribar a regular la situació de les parelles de fet (incloses les del mateix sexe) perquè aquestes poguessin disposar d'unes mínimes prestacions legals. El 30 de juny de 1998 es va aprovar a Catalunya la primera Llei de Parelles, que va permetre les parelles homosexuals, a les que seguiran la de València, Madrid (l'1 de desembre de 2001), Balears (2 de gener de 2002), Astúries (el maig del mateix any), i Andalusia (el desembre); seguirien el 2003 Extremadura, País Basc i Aragó.
Malgrat la legalització de l'homosexualitat s'havia produït dues dècades abans, a finals dels 90 la policia encara conservava les fitxes policials d'aquells que havien estat detinguts durant l'època franquista o la Transició. No va ser fins als 2001 que el Parlament va emetre una llei per a esborrar aquestes fitxes.
El 1998 neix la revista Zero, dirigida al públic homosexual, convertint-se en un punt de referència de la vida gai. A les seves pàgines van sortir de l'armari públicament un militar de graduació, un guàrdia civil, un capellà, i també personatges públics (José María Mendiluce, Jesús Vázquez, Eusebio Poncela, Rafael Amargo, Nacho Duato -encara que mai havia ocultat la seva homosexualitat-, etc.).
El 1995 el Casal Lambda estrena la seva Mostra Internacional de Cinema Gai i Lesbià, la primera en tot l'Estat.
En el camp de les associacions, la Fundación Triángulo s'escindeix el 1996 del COGAM. El maig del mateix any es crea l'associació De Par en Par a Extremadura, l'última comunitat autònoma en tenir associació pròpia. El 2000 es crea Towanda, la primera associació estable d'Aragó, després de la desaparició del col·lectiu Acción, i que organitzarà a partir de 2005 Zinentiendo, una mostra de cinema lèsbic, gai, transsexual i bisexual a Saragossa, Osca i altres localitats aragoneses.

### Govern deZapatero(des de2004)

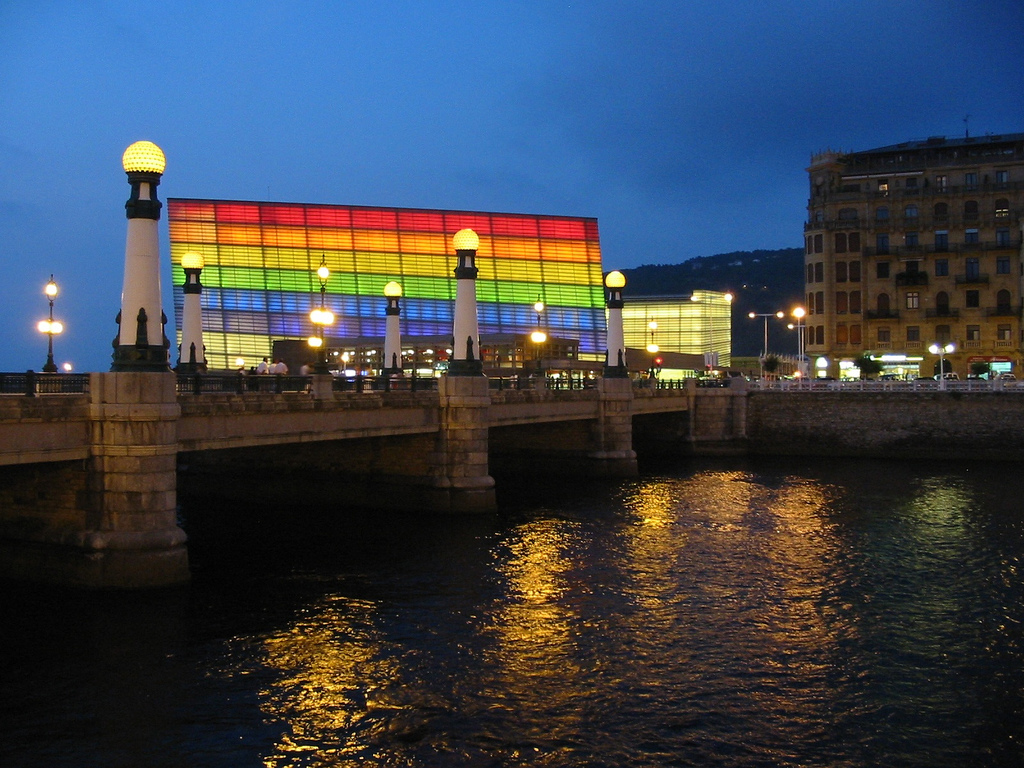
Il·luminació especial de l'Auditori Kursaal de Sant Sebastià amb motiu de la celebració del Dia de l'orgull LGBT.

El 2004 se celebraren eleccions generals a Espanya, on els conservadors perderen el poder, que quedà en mans dels progressistes (liderats per Zapatero) que, entre altres mesures socials, tenia com a objectiu legalitzar el matrimoni homosexual a Espanya.
Per tant, i complint amb el programa electoral, el govern socialdemòcrata de Zapatero va legalitzar el matrimoni entre persones del mateix sexe el 2 de juliol de 2005, amb el suport majoritari del Congrés dels Diputats per 187 vots a favor (PSOE, PNV, ERC, CC, IU, Grupo Mixto, dos diputats de CiU i una diputada del PP), 147 en contra (PP i Unió Democràtica de Catalunya), i 4 abstencions. La llei comptava amb el suport d'un 66% de la població, segons una enquesta del Centre d'Investigacions Sociològiques. El Partit Popular va presentar un recurs a la llei davant el Tribunal Constitucional el 2005.
 Fora de l'àmbit parlamentari, va comptar amb el rebuig de l'Església Catòlica i d'organitzacions afins, com el Fòrum Espanyol de la Família. Aquesta legalització del matrimoni entre persones del mateix sexe implica també l'equiparació de drets amb el matrimoni heterosexual a l'hora d'optar a l'adopció.
Durant el primer any de la vigència de la llei unes 4.500 parelles de gais i de lesbianes van contraure matrimoni. Quasi dos anys després de l'aprovació del matrimoni entre persones del mateix sexe i la possibilitat d'adopció conjunta, el 27 de febrer de 2007 es va debatre en el Congrés una iniciativa legislativa popular perquè el matrimoni consistís únicament en la unió entre un home i una dona, derogant així el matrimoni homosexual i els drets que comporta. Aquesta iniciativa va ser presentada pel Foro Español de la Familia i comptava amb el suport de més d'1.500.000 signatures, i posteriorment recolzada en el Congrés dels Diputats pel Partit Popular i Unió Democràtica de Catalunya. No obstant això, tota la resta de partits (que sumen més parlamentaris), van votar-hi en contra; d'aquesta manera es va mantenir l'actual legislació.
El 16 de maig de 2009 es va inaugurar a Durango (País Basc) el primer monument dedicat a recordar la persecució dels homosexuals durant el franquisme.

## Drets

### Matrimoniiadopcióper part de parelles homosexuals

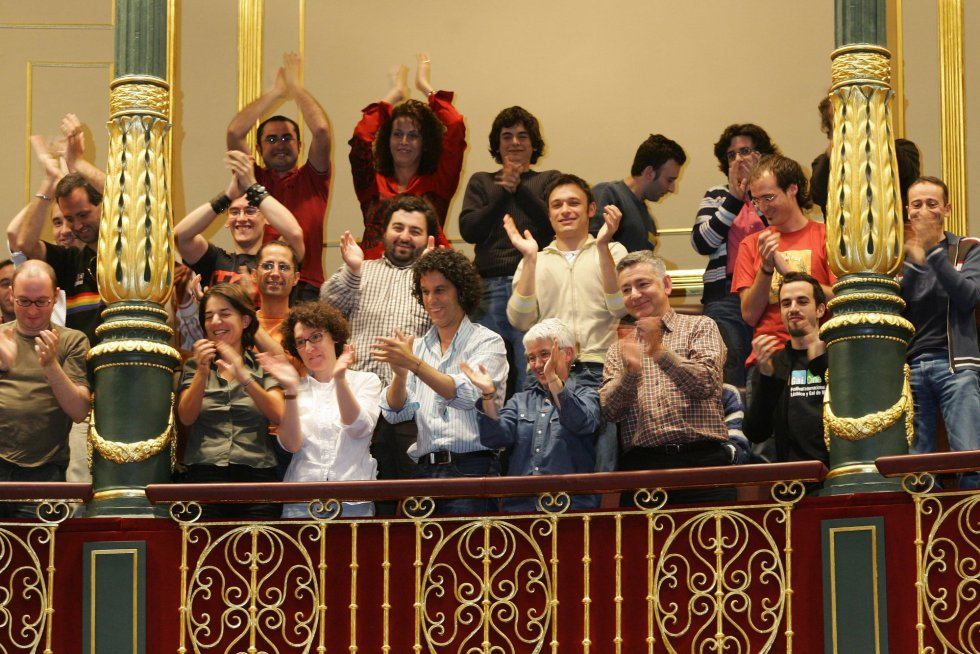
Celebració al Congrés de la legalització del matrimoni homosexual, el 2005.

A finals de juny de 2005, el Govern Zapatero presentà al Congrés dels Diputats el projecte de llei amb què es regulava el matrimoni i l'adopció per part de parelles del mateix sexe. Aquest projecte de llei fou aprovat amb els vots del partit del govern i dels seus aliats i amb el vot contrari del Partit Popular, principal partit de l'oposició al Congrés.
L'Estat es va convertir, doncs, en un dels països més avançats respecte als drets del col·lectiu gai (al mateix nivell que Bèlgica, els Països Baixos i el Canadà), capgirant així la política espanyola de les darreres dècades en matèria de drets dels homosexuals.
Des d'aleshores, diverses parelles de lesbianes i de gais s'han casat, com ara Fernando Grande-Marlaska.

### Transgeneritat

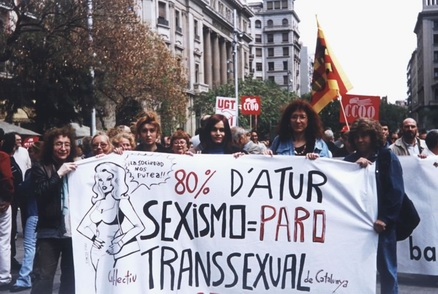
Membres del Col·lectiu de Transsexuals de Catalunya manifestant-se a Barcelona el 2001.

El col·lectiu transgènere és el més discriminat de tots. Reivindica, per tant, el respecte a la seva identitat sexual, el dret a la no discriminació, a l'adopció, al treball, a l'assessorament jurídic, mèdic, i psicològic, a la reassignació de gènere, i al canvi de sexe pels menors d'edat que així ho desitgin.
Al Parlament de Catalunya es van promoure per part d'ERC, ICV i el PSC diferents iniciatives per modificar l'estatus legal i social dels les persones trans, però fins al 2004 no hi va haver cap canvi, sobretot per l'oposició del PPC i de CiU.
L'1 de març de 2007 el Congrés dels Diputats va aprovar la Llei d'Identitat de Gènere que, tot i mantenir una criticada consideració mèdica i diagnòstica de la transgeneritat (disfòria de gènere), permet el canvi de sexe legal en un procés administratiu on no és obligatòria la cirurgia genital, respectant, per tant, el principal element reivindicatiu dels col·lectius trans espanyols.
La comunitat trans* encara haurà d'esperar per a la universalització a l'Estat de l'assistència mèdica especialitzada, tant a nivell de controls sanitaris regulars com farmàcia, tractaments hormonals i cirurgies de gènere. La important discriminació laboral dels homes i dones trans queda també sense ser abordada a l'espera de polítiques laborals i educatives específiques.
Existeix en l'actualitat un intens sentiment i un fort corrent d'opinió en el si de la comunitat trans perquè la transgeneritat quedi fora dels diagnòstics psiquiàtrics, i deixi de ser considerada un trastorn o malaltia mèdica. La qüestió és quant té d'estigma i discriminació social el fet de ser sexualment diferent i, en canvi, realment què té d'inherent com a trastorn psíquic o mèdic; la mateixa consideració psiquiàtrica de la transsexualitat és considerada un fet discriminatori.
L'11 de novembre de 2009 el Parlament de Navarra va aprovar la primera llei autonòmica pel que fa als drets de les persones trans, i el 17 de juny de 2010 la Consellera d'Acció Social i Ciutadania, Carme Capdevila, va anunciar que el de Catalunya vol garantir els drets d'aquest col·lectiu i combatre la transfòbia amb una llei l'avantprojecte de la qual no està previst que s'aprovi durant la vigent legislatura. El maig del mateix any el grup parlamentari socialista de l'Assemblea de Madrid va fer una proposició de llei amb la qual es demanava el respecte efectiu dels seus drets, però posteriorment el PP la va rebutjar el 24 de juny.
Des de 1999, el Servei andalús de la Salut va incloure la gratuïtat de les operacions de canvi de sexe en les seves prestacions sanitàries. El 2007 ho va fer Madrid i l'any següent Catalunya.
Del 4 al 6 de juny de 2010 es va realitzar a Barcelona el I Congrés Internacional sobre Identitat de Gènere i Drets Humans de l'Estat.

## Situació actual
A Catalunya, gairebé el 90 % de la població està d'acord o molt d'acord amb què els gais i les lesbianes haurien de tenir llibertat per viure com vulguin, mentre que un 7 % no està d'acord ni en desacord, i un 2,5 % està en desacord o molt desacord. Així mateix, la diferència entre les poblacions densament poblades i les semi urbanes o rurals és mínima. Per contra, sí que s'observa una diferència per franges d'edat en el sentit que en les franges més joves hi ha més persones amb una opinió favorable cap a les lesbianes i gais.
A Espanya hi ha hagut un canvi en la percepció social de l'homosexualitat (no compartit per part dels ciutadans, la majoria dels quals pertanyen a la dreta), orientant-se cap a polítiques més tolerants. Tot i això, aquesta realitat és més acceptada a les grans ciutats (Madrid, Barcelona, València, Sevilla, Màlaga, Santa Cruz de Tenerife, las Palmas de Gran Canaria, Cadis…) que als petits pobles de l'interior, de mentalitat més conservadora. 
Malgrat tot, el rebuig social i el familiar segueixen marginant al col·lectiu LGBT i creant un sentiment d'inseguretat i inferioritat especialment entre els joves (alguns dels quals arriben a suïcidar-se); el juny de 2010 el FAGC criticava les conductes homofòbiques, assegurant que hi ha hagut un augment significatiu de denúncies per agressions i discriminació.
Una mostra de la liberal societat espanyola és que molts homosexuals han reconegut públicament la seva orientació sexual en fer la seva sortida de l'armari. Entre ells es troben personatges famosos com Boris Izaguirre, Jesús Vázquez, o Pedro Zerolo, o inclús alts funcionaris, com el jutge Fernando Grande-Marlaska.
Existeixen publicacions orientades al públic gai, com ara la revista Zero, i es difonen per televisió sèries "gai" com Queer as Folk, Will & Grace, Buffy the Vampire Slayer, The L Word, o Hospital Central. També és important l'aparició de pel·lícules que tracten temes LGBT (l'homosexualitat, el lesbianisme, la bisexualitat i la transsexualitat) per a la normalització i la visualització, així com per a la creació de nous models que ajuden a trencar amb els estereotips: Eloïse, Imagine Me & You, Transamerica, Boys Don't Cry, Shortbus, Fucking Åmål, Cachorro, Plata quemada, Pourquoi pas moi ?, etc.

## Ciutats i barris gais
- Chueca (Madrid)
- Gaixample (Barcelona)
- Sitges